# Wikipedia tiếng Azerbaijan
Wikipedia tiếng Azerbaijan (tiếng Azerbaijan: Azərbaycan Vikipediyası) là phiên bản tiếng Azerbaijan của Wikipedia, thành lập vào tháng 12 năm 2004. Đến ngày 4 tháng 1, 2008, Wikipedia tiếng Azerbaijan có 19.327 bài viết và 2454 thành viên, và là phiên bản lớn thứ 51 về số lượng bài viết.